# Alois Eliáš
Alois Josef Eliáš (29. září 1890 Královské Vinohrady – 19. června 1942 Praha – Kobyliská střelnice) byl český generál, politik, účastník domácího odboje za druhé světové války a předseda protektorátní vlády mezi léty 1939 a 1941. Za svou odbojovou činnost byl nacisty jako jediný premiér okupovaného státu popraven.

## Mládí
Narodil se v rodině krejčovského pomocníka Aloise Eliáše a jeho ženy Josefy Eliášové, rozené Vorlíčkové, jako nejmladší ze tří dětí; měl dvě starší sestry, Marii a Boženu. Obecnou školu navštěvoval na Královských Vinohradech. Na Vinohradech také vystudoval české c. k. státní reálné gymnázium, kde v roce 1908 maturoval. V letech 1908 až 1911 vystudoval c. k. Českou vysokou školu technickou v Praze (dnešní ČVUT), kde složil státní zkoušku inženýrsko-zeměměřičskou. Poté působil ve Lvově a Haliči. V letech 1913 až 1914 pracoval u soukromé firmy na stavbě železnice v Bosně (s výjimkou dvou a půl měsíce na konci roku 1913, kdy absolvoval vojenskou službu).

## První světová válka a legie
Po vypuknutí první světové války narukoval k 28. pěšímu pluku v Praze. V srpnu 1914 odjel (již v hodnosti desátníka) na východní frontu, kde 28. srpna, necelý týden po nasazení, přešel v Haliči do ruského zajetí. Získal místo technického úředníka v carské armádě a pracoval na několika železničních stavbách na různých místech Ruska.
23. srpna 1917 vstoupil v Borispolu v Rusku do řad 5. čs. střeleckého pluku Československých legií a s vypraveným transportem se dostal do Francie. Ve Francii byl zpočátku zařazen do 33. francouzského pěšího pluku v Cognaku, posléze byl odeslán do dělostřelecké školy v Saint Maixent. Školu absolvoval a v hodnosti podporučíka jako velitel 21. československého pěšího pluku prodělal několik bitev. Díky svým schopnostem byl rychle povyšován, takže v srpnu 1918 měl již hodnost nadporučíka v záloze. Bojoval u Verdunu, v bitvě o Poix-Terron a na řece Aisne. Do Československa se vrátil 10. ledna 1919 v hodnosti štábního kapitána pěchoty v záloze.

## První republika

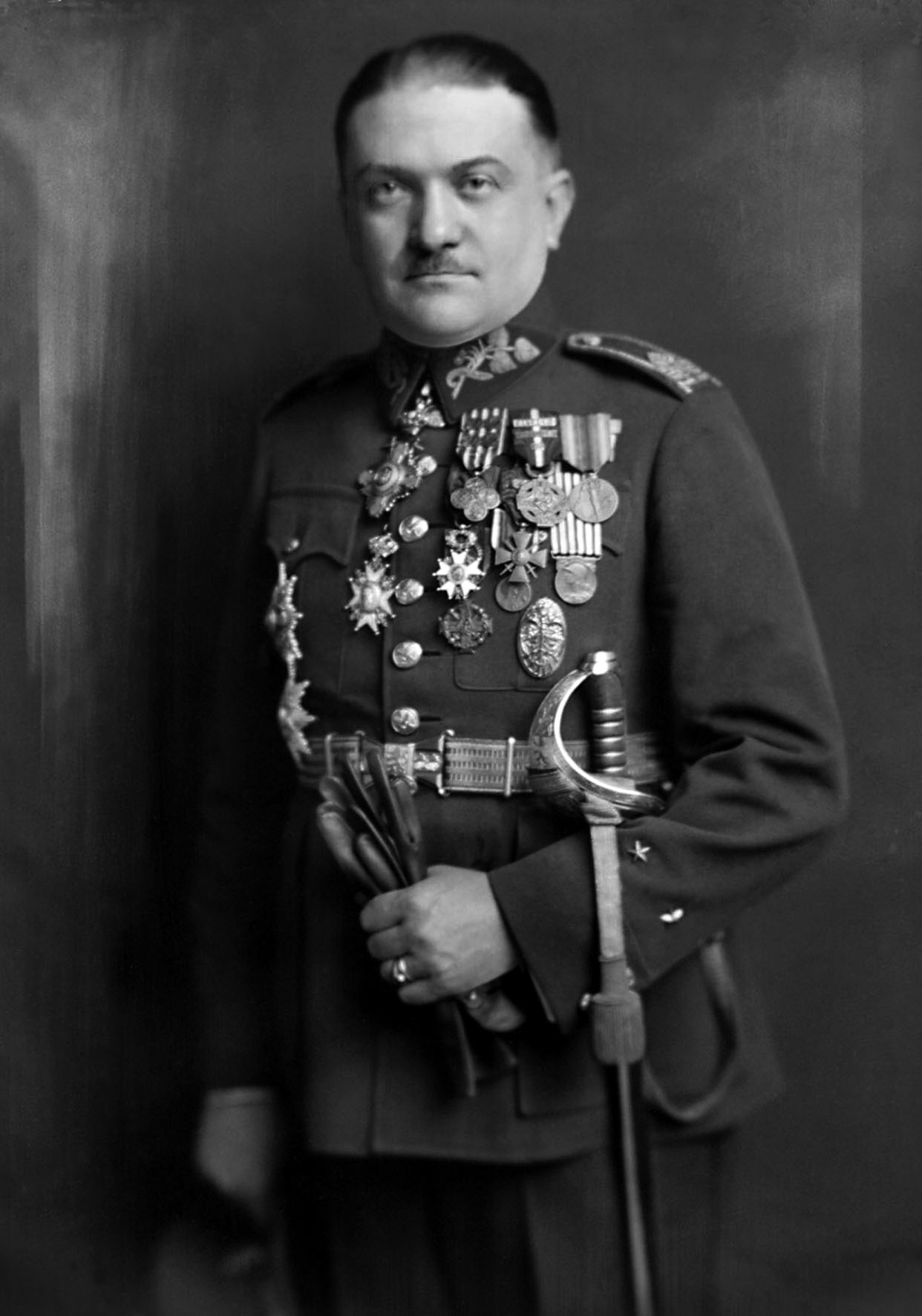
Alois Eliáš na fotografii z Atelieru Langhans

Po návratu domů se zúčastnil bojů o Těšínsko a poté ve funkci náčelníka štábu bojů o jižní Slovensko proti Maďarské republice rad. Po návratu, přestože chtěl původně odejít do civilu, se rozhodl stát vojákem z povolání. V únoru 1920 byl jmenován velitelem 21. pěšího pluku v Čáslavi. Zde se seznámil s Jaroslavou Kosákovou, kterou si v září téhož roku vzal za manželku (manželství zůstalo bezdětné).
Již v dubnu roku 1920 byl povolán do funkce pobočníka ministra obrany generála Otakara Husáka. V říjnu 1921 byl při mobilizaci armády pověřen funkcí náčelníka štábu 21. pěšího pluku (k mobilizaci došlo poté, co se poslední rakouský císař a uherský král Karel I. neúspěšně pokusil v Maďarsku dostat k moci). Od podzimu roku 1921 do září 1923 studoval na Vysoké válečné škole ve Francii.
Po návratu z Francie, již jako podplukovník nastoupil do generálního štábu čs. armády a zde až do roku 1932 působil v různých funkcích a to až po druhého zástupce náčelníka generálního štábu, to již byl v hodnosti brigádního generála. Od 30. ledna 1932 se stal vojenským expertem a stálým členem československé delegace na konferenci o odzbrojení v Ženevě. V této funkci získal mnoho diplomatických zkušeností a zároveň se seznámil s řadou významných politiků. Zároveň působil jako poradce ministra zahraničí E. Beneše. Po návratu z Ženevy v létě 1933 nastoupil nejprve k 2. pěší brigádě v Chomutově a od listopadu jako velitel 3. divize v Litoměřicích.
V lednu 1936 byl povýšen do hodnosti divizního generála a krátce nato jmenován velitelem V. armádního sboru v Trenčíně.

## Druhá republika
Před podepsáním Mnichovské dohody v době vyvrcholení Sudetské krize v září 1938 byl sestavením nové vlády 22. září pověřen generál Syrový. Ten Eliáše jmenoval svým náměstkem v řízení ministerstva obrany (pro Syrového vytížení ale Eliáš fakticky MNO vedl).
Sestavením druhé vlády byl pověřen Rudolf Beran, který Eliáše pověřil řízením nově vzniklého ministerstva dopravy (vzniklo sloučením ministerstva železnic a ministerstva pošt a telegrafů). Zároveň se Eliáš stal členem Nejvyšší rady obrany státu. Činnost Beranovy vlády se de facto zaměřovala pouze na plnění požadavků Německa a na udržení chodu státu, který se rozpadal. Na Slovensku vládla autoritativní Hlinkova slovenská ľudová strana a v českých zemích se stále více prosazovaly ultrapravicové síly s antisemitskými požadavky a s voláním po likvidaci všech pojítek s první republikou.
Eliáš prosazoval udržení zbytku Československa pohromadě pomocí převratu, který by na Slovensku provedla armáda. Když se začátkem března 1939 separatistické snahy slovenských nacionalistů kulminovaly, pověřil premiér Rudolf Beran Eliáše, aby převrat provedl. 9. března 1939 vojáci a policisté provedli rozsáhlé zatýkání (nesprávně nazývané Homolův puč), při němž byly internovány desítky nejradikálnějších představitelů ľuďáckého režimu na Slovensku a zároveň byla jmenována nová slovenská vláda premiéra Jozefa Siváka, jíž vzápětí vystřídala vláda Karola Sidora. Tento pokus o změnu vývoje na Slovensku však skončil fiaskem, neboť za představitele Ľudové strany se postavilo nacistické Německo. Slovensko vyhlásilo svou samostatnost.
V polovině března 1939 předal František Moravec, přednosta vojenské zpravodajské služby vládě informace, podle kterých budou 15. března Čechy a Morava okupovány Německem. Eliáš patřil mezi ty představitele, kteří těmto zprávám nevěřili, neboť by to ze strany Německa znamenalo porušení mezinárodně oslavované Mnichovské dohody.

## Německá okupace
15. března 1939 začala německá vojska obsazovat zbytky Československé republiky, když nikde nenarazila na významnější odpor. Političtí představitelé byli tímto německým krokem tak zaskočeni, že ani vláda neodeslala do Německa protest (jakkoliv by to byl jen formální akt). Druhorepubliková Beranova vláda se tak změnila na vládu protektorátní a fungovala do 26. dubna. Moc převzala německá vojenská správa (po měsíci nahrazená správou civilní) a jako nejvyšší zástupce Říše byl dosazen říšský protektor von Neurath. Ještě ve funkci ministra dopravy Eliáš 26. března zavedl (již dříve připravovanou) jízdu a chůzi vpravo.

### Ve funkci předsedy vlády
Po odstoupení vlády Rudolfa Berana byl na post ministerského předsedy protektorátní vlády navržen Eliáš. Pro obyvatele protektorátu byl symbolem českého vlastenectví, říšský protektor von Neurath si Eliáše pamatoval ze Ženevy. Samotný Eliáš s přijetím kandidatury váhal, neboť se obával, že tím v očích národa bude riskovat zatracení, naproti tomu pro kandidaturu hovořila obava, že by se v opačném případě k moci mohli dostat domácí fašisté a kolaboranti. Pro přijetí funkce v neposlední řadě hovořily i možnosti pracovat pro odboj. Eliáš proto funkci přijal. Druhá protektorátní vláda byla jmenována 27. dubna 1939.
Po obsazení českých zemí se ihned zapojil do podzemní vojenské organizace Obrana národa a stal se členem její rady starších. Od jara 1939 byl také napojen na zahraniční odboj vedený prezidentem republiky Benešem a měl kontakty i s ostatními odbojovými skupinami jako například Politickým ústředím, Petičním výborem Věrni zůstaneme a I. ilegálním ústředním výborem KSČ. Zastával názor, že o osudu českého národa se rozhodne v zahraničí, na domácím poli je třeba sbírat síly pro pozdější národní revoluci. Mezi hlavní cíle své a své vlády určil obranu českého národa, obhajobu českých zájmů a bránění vzniku proněmeckých aktivistických skupin. Z těchto důvodů byla spolupráce s okupanty, jakkoliv byla odporná, nutností a odsouzení za zradu nutnou obětí.
Činnost Eliášovy protektorátní vlády, jakkoliv měla formálně zaručenu jistou samostatnost, byla značně omezena, neboť veškerá její činnost podléhala souhlasu říšského protektora. Z tohoto pohledu se nejednalo o vládu suverénní, ale podřízenou. Kromě této oficiální činnosti vyvíjel Eliáš činnost ilegální. Podařilo se mu dokonce ve Fürstenberském paláci zřídit jakýsi štáb Obrany národa a to včetně zpravodajské služby složené z bývalých vojenských zpravodajců. Ti se mimo jiné starali o prověřování Eliášových spolupracovníků, aby se minimalizovala infiltrace německých bezpečnostních složek (Sicherheitsdienstu) do jeho blízkosti. Ta se však přes veškerá bezpečnostní opatření dařila. Přesto se pod vedením Eliášovy vlády podařilo dotvořit zpravodajskou síť složenou ze zpravodajských důstojníků zrušené československé armády, jež pod zástěrkou referentů tiskové dozorčí služby pracovala pro odboj po celém území protektorátu.
Po zahájení války 1. září 1939 se minimální autonomie Eliášovy protektorátní vlády ještě více zmenšila. Úřad protektora začal vydávat nařízení, přičemž vládu naprosto ignoroval. Naproti tomu byli Eliáš společně se státním prezidentem Emilem Háchou donuceni vydat prohlášení namířené proti zahraničnímu odboji. Eliáš již v té době byl pod přímým dozorem německých bezpečnostních služeb, neboť o něm bylo známo, že je přívržencem Benešova režimu a sympatizuje i se svobodnými zednáři. Navíc jménem vlády odmítl tzv. přísahu Vůdci. Dne 28. října, přestože byl tento den jako státní svátek zrušen, došlo k protiněmeckým demonstracím, které skončily potyčkami s německými bezpečnostními složkami. Eliáš navštívil Háchu v Lánech a požadoval po něm, aby u von Neuratha protestoval proti zásahu německých bezpečnostních složek. Zároveň dokazoval, že střety vyprovokovali právě Němci. Situace se vyhrotila 15. listopadu při pohřbu Jana Opletala, kdy došlo k dalším nepokojům. Výsledkem bylo devět bez soudu popravených studentských vůdců, desítky dalších studentů odeslaných do koncentračních táborů a uzavřené vysoké školy. Eliášova vláda podala demisi, kterou ale prezident Hácha nepřijal.
Naplno o demisi začal znovu uvažovat na jaře 1940 po aféře, kdy Ladislav Karel Feierabend, jeden z jeho ministrů, na poslední chvíli uprchl do zahraničí, aby se vyhnul zatčení pro spolupráci s odbojem. Z kontaktů či dokonce přímé spolupráce se zahraničním odbojem podezřívalo gestapo i Eliáše, ale stále nemělo spolehlivé důkazy. Od Beneše naproti tomu došla zpráva, aby Eliášova vláda v žádném případě demisi nepodávala. V každém případě ale mezi Benešem a Eliášem docházelo k ochlazení vztahů, neboť některé kroky protektorátní vlády (či dokonce kroky Háchovy) vnímal zahraniční odboj jako překročení hranice mezi vynucenou (a tedy akceptovatelnou) poslušností vůči okupantům a otevřenou kolaborací.
V polovině roku 1940 se Eliáš potýkal ve své vládě s tendencí některých ministrů po větších ústupcích okupantům vyvolané německými úspěchy na západní frontě a také pokračujícími drobnými srážkami s okupační mocí, především s K. H. Frankem. Od dubna byla zavedena (české hospodářství poškozující) celní unie s Německem, probíhala germanizace českých zemí atd. Navíc byl v červenci zatčen pražský primátor Otakar Klapka, blízký Eliášův spolupracovník z odboje, což pro Eliáše znamenalo přímé ohrožení. V té době uvažoval o emigraci, ale cesta z protektorátu se po obsazení Balkánu Němci uzavřela.
Na jaře 1941 se stále častěji začaly u von Neuratha objevovat požadavky na Eliášovo odstranění. Po výsleších Klapky a dalších zatčených odbojářů bylo německé bezpečnosti jasné, že Eliáš je ve spojení s exilovou vládou E. Beneše. Ta ještě na jaře 1941 zamítla Eliášovo rozhodnutí podat demisi, ale již v létě tuto možnost připouštěla a to i za cenu, že se k moci dostanou kolaboranti a vlajkařská spodina. Eliáš odpověděl, že je připraven podat demisi a vyvolat tak krizi.

### Zatčení a odsouzení
Ke konci července 1941 pražské gestapo s Frankovým souhlasem sestavilo obžalobu Eliáše. Po jmenování Reinharda Heydricha zastupujícím říšským protektorem 27. září 1941 byl téhož dne Eliáš v předpokoji Frankovy kanceláře zatčen a převezen do budovy pražského gestapa v Petschkově paláci; zároveň gestapo prohledalo jeho pracovnu a vilu na Hanspaulce. Ještě tentýž den R. Heydrich vydal Nařízení o výjimečném stavu a den nato, 28. září vyhlásil stanné právo Výnosem o vyhlášení výjimečného civilního stavu. Již večer byli popraveni bývalí vysocí prvorepublikoví důstojníci a odbojáři, jako např. arm. gen. Josef Bílý či div. gen. Hugo Vojta. O Eliášově zatčení byl jako první informován ještě 27. září státní prezident Hácha. Veřejnost se zprávu dozvěděla v pondělí 29. září z tisku. Tentýž den také prezidentská kancelář zbavila dopisem Eliáše úřadu předsedy vlády protektorátu.
V Petschkově paláci byl Eliáš vyslýchán v kanceláři kriminálního rady Schultzeho komisařem Oskarem Fleischerem a kriminálním tajemníkem Karlem Herschelmannem. Výslechy probíhaly korektně. Eliáš přiznal pouze to, o čem mělo gestapo nezvratné důkazy svědčící o jeho vině, důkazy usvědčující další osoby ale popíral i při přímé konfrontaci.
Soud s Eliášem byl určen na 1. října 1941. Žalobu vypracovalo gestapo a pravděpodobně proto obsahovala řadu faktických chyb (např. obvinění z vlastizrádné, tedy protiprotektorátní činnosti se vztahovalo i na dobu, kdy protektorát ještě neexistoval; Eliáš byl obviněn, že nejednal podle Výnosu o vyhlášení výjimečného civilního stavu, který však byl vydán až po jeho zatčení)[zdroj?], navíc o soudu a rozsudku se Heydrich dohodl již před svým nástupem do funkce s předsedou německého Lidového soudu O. G. Thierackem[zdroj?]. Jako Eliášův obhájce byl určen nacista H. Kiekebusch, který dle Heydricha „pomohl při znamenitém vedení procesu“, přičemž byla zcela pominuta Háchova nabídka na obstarání vlastního obhájce. Samotný Hácha ještě týž den po Eliášově zatčení nabídl demisi, byl však (po hlasování) vládou vedenou úřadujícím premiérem Jaroslavem Krejčím požádán o setrvání ve funkci.
Soud s Eliášem proběhl 1. října. Eliáš byl shledán vinným ve všech bodech obžaloby a odsouzen k trestu smrti. Druhý den po rozsudku požádal Hácha Adolfa Hitlera Heydrichovým prostřednictvím o Eliášovo omilostnění. Hitler milost neudělil, ale vykonání rozsudku bylo prozatím odloženo. Po vynesení rozsudku byl Hácha tajnou depeší z Londýna vyzván Benešem k demisi. Na tuto výzvu ani na pozdější výzvy Hácha nereagoval. Janem Masarykem byl Eliáš řazen po bok popravených českých odbojářů a zároveň vznikl návrh, že jako pomsta za jeho odsouzení by měla být naplánována operace vedoucí k útoku na některého z významných kolaborantů. Eliáš byl umístěn v Pankrácké věznici. Během věznění měl lehčí režim (lepší stravu, delší vycházky, občasné návštěvy manželky…) a díky českému dozorci se mu dařilo prostřednictvím motáků udržovat kontakt s blízkými a spolupracovníky.
Již po svém odsouzení byl Eliáš navíc některými aktivistickými novináři obviněn z vraždy proněmeckého novináře Karla Lažnovského; toho Eliáš usmrtil s pomocí své manželky a svého známého, urologa Miloše Kliky, chlebíčky otrávenými bakteriemi tyfu, tuberkulózy a botulotoxinu. Na celé akci se podíleli též mikrobiolog František Patočka a jeho asistenti Vladimír Wagner a Ivan Málek. Dne 18. září 1941 totiž přijal sedm aktivistických šéfredaktorů, z nichž čtyřem podal otrávené chlebíčky. Kromě úmrtí Lažnovského ještě vážně onemocněli Emanuel Vajtauer, Jaroslav Křemen a Vladimír Krychtálek. Incident, později známý jako tzv. chlebíčková aféra, chtěli Heydrich a Frank využít k dalšímu soudu proti Eliášovi. Ovšem zvláštní komise zřízená Říšským kriminálním úřadem v únoru 1942 konstatovala, že Eliáš na smrti Lažnovského nenese vinu. Eliášův podíl na této akci se podařilo prokázat až mnohem později, po 65 letech.

### Poprava

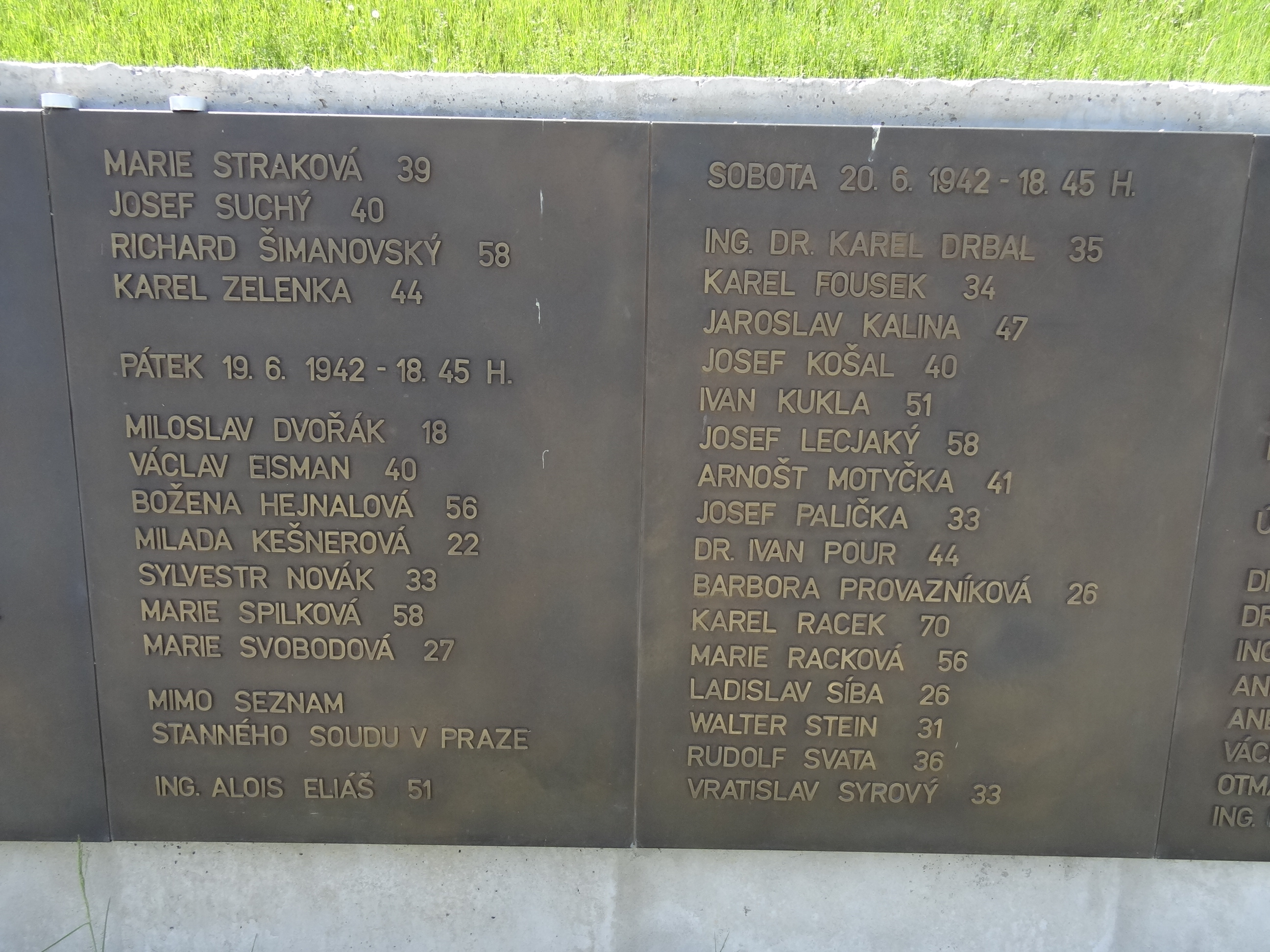
Eliáš na desce se jmény popravených na Kobyliské střelnici

Dne 27. května 1942 byla v Praze provedena vojenská diverzní operace Anthropoid, jejímž cílem bylo odstranit zastupujícího říšského protektora R. Heydricha. Ještě tentýž den bylo na území protektorátu vyhlášeno stanné právo. Stanné soudy posílaly na popraviště či do koncentračních táborů odsouzence především z řad vězňů. Dne 18. června zahynuli v pravoslavném kostele sv. Cyrila a Metoděje Jozef Gabčík a Jan Kubiš, oba parašutisté, kteří provedli útok na R. Heydricha a dalších pět výsadkářů Adolf Opálka, Josef Valčík, Josef Bublík, Jan Hrubý a Jaroslav Švarc. Dne 19. června byl Eliáš na Frankův příkaz přivezen ze zaměstnání již ve 12.30 do své cely na Pankráci. Navečer byl v doprovodu ředitele Pankrácké věznice převezen na Kobyliskou střelnici sloužící jako popraviště, postaven před popravčí četu a zastřelen.

## Po válce

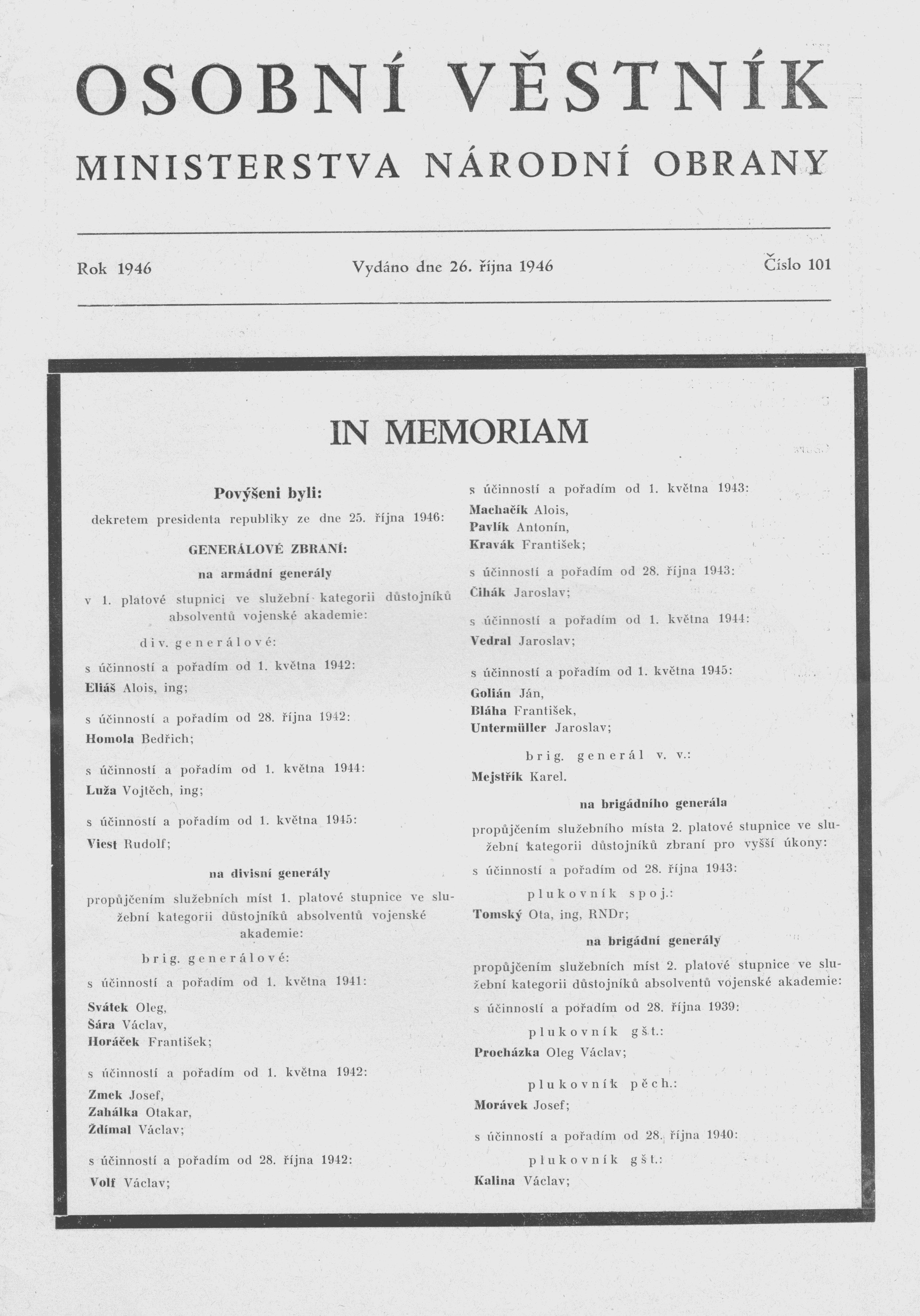
Osobní věstník MNO číslo 101 ze dne 26. října 1946 titulní strana - povýšení do hodnosti armádního generála

25. října 1946 byl A. Eliáš povýšen do hodnosti armádního generála. Ihned po válce bylo také rozhodnuto o odhalení Eliášovy pamětní desky s bustou na rodném domě. Slavnost, která měla původně proběhnout 28. října 1946, byla odložena. Slavnostní odhalení se uskutečnilo 17. června 1947. Díky podpoře Václava Kopeckého, člena předsednictva ÚV KSČ, nebyla deska odstraněna ani po únoru 1948.
Za komunistické totality byl Eliáš označován za kolaboranta[zdroj?].

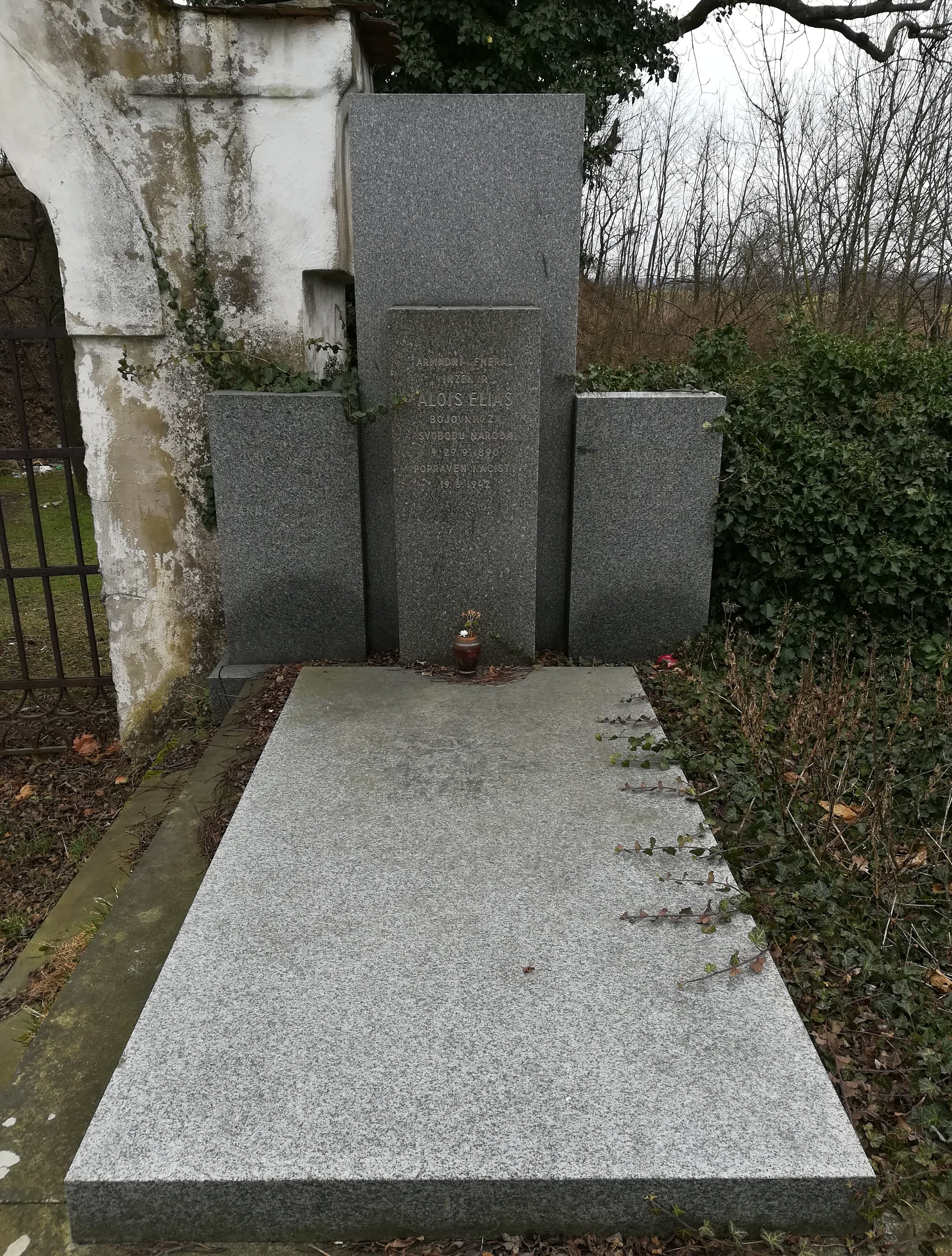
hrobka rodiny Kosákovy na hřbitově u Markovic

Dlouhá léta se předpokládalo, že je urna s jeho ostatky uložena na hřbitově v Markovicích u Čáslavi, v hrobě patřícím rodině Kosákových, ze které pocházela jeho manželka. Na hrobě je dodnes uvedeno "gen.Ing. Alois Eliáš Bojovník za svobodu národa, popraven nacisty". Až nedávno se ukázalo, že jeho urna zde nikdy nebyla uložena. Ve skutečnosti byly jeho ostatky opatrovány jeho ženou a později uschovány u historika Tomáše Pasáka, poté u jeho manželky, která je následně předala pracovníkům Vojenského historického ústavu. 7. května 2006 byly ostatky Aloise Eliáše a jeho manželky Jaroslavy Eliášové pohřbeny se všemi poctami v Národním památníku na pražském Vítkově.
Ke 120. výročí jeho narození, byla odhalena pamětní deska na domě v Praze 6 na Hanspaulce, ve Fetrovské ulici č. 4, kde žil. Je po něm pojmenována také Eliášova ulice v Praze – Bubenči (do roku 1991 Pohraniční stráže) a ulice v mnoha dalších městech, např. v Litoměřicích, kde působil.

Pamětní desky v Praze připomínající Aloise Eliáše
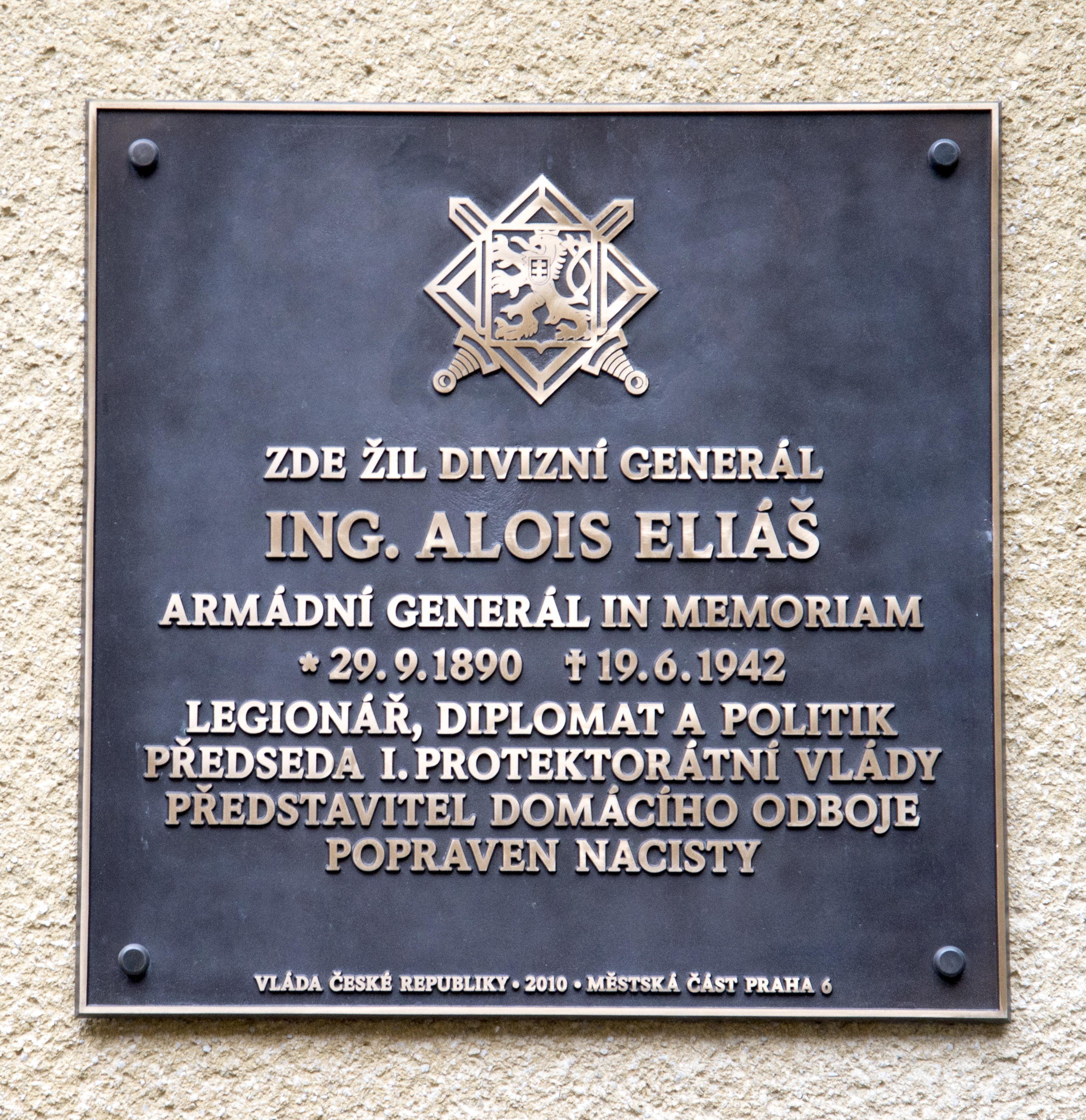
Praha 6 - Fetrovská 1447/4
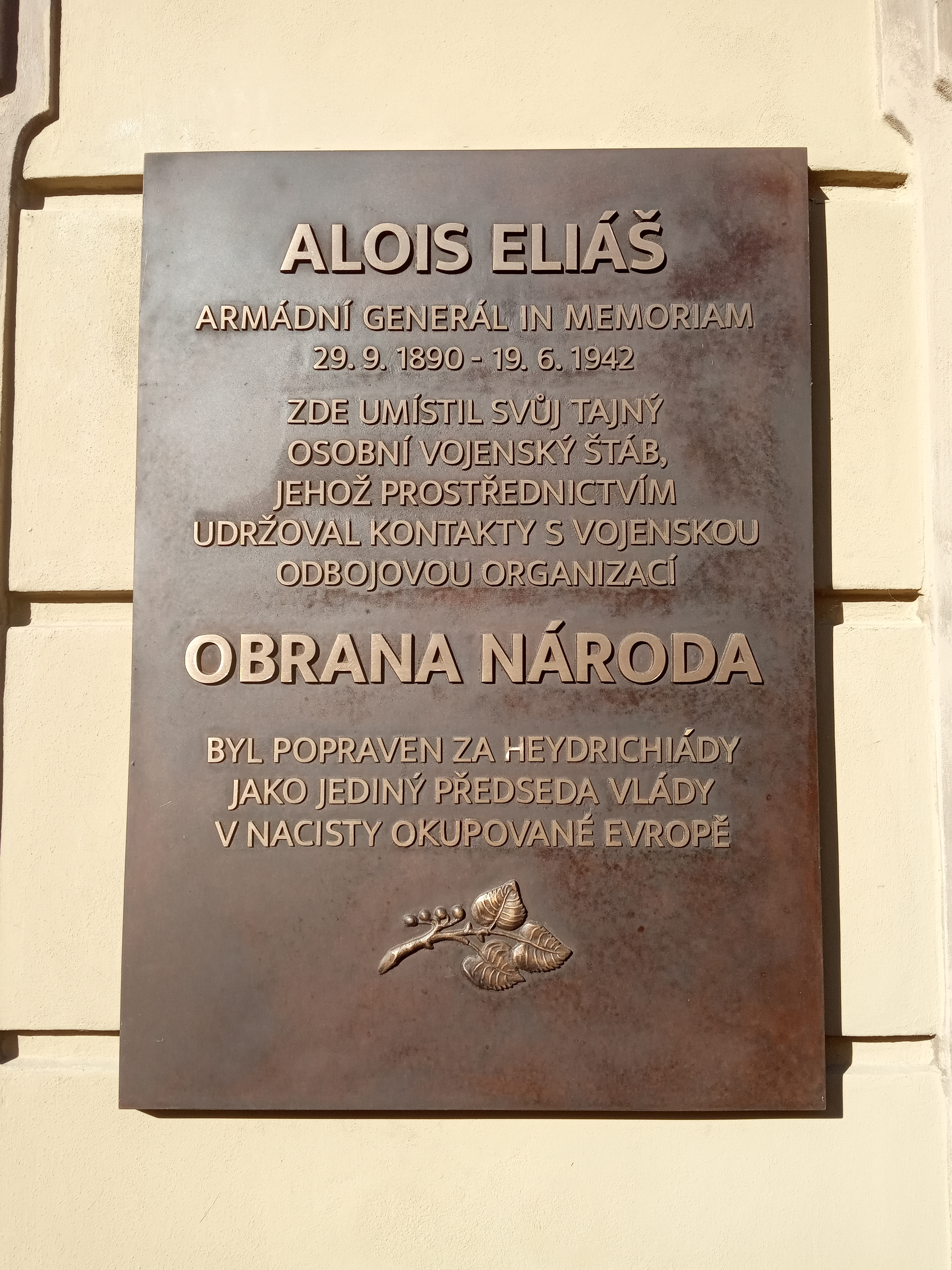
Praha - Malá Strana, Valdštejnská 154/10 (Kolovratský palác)
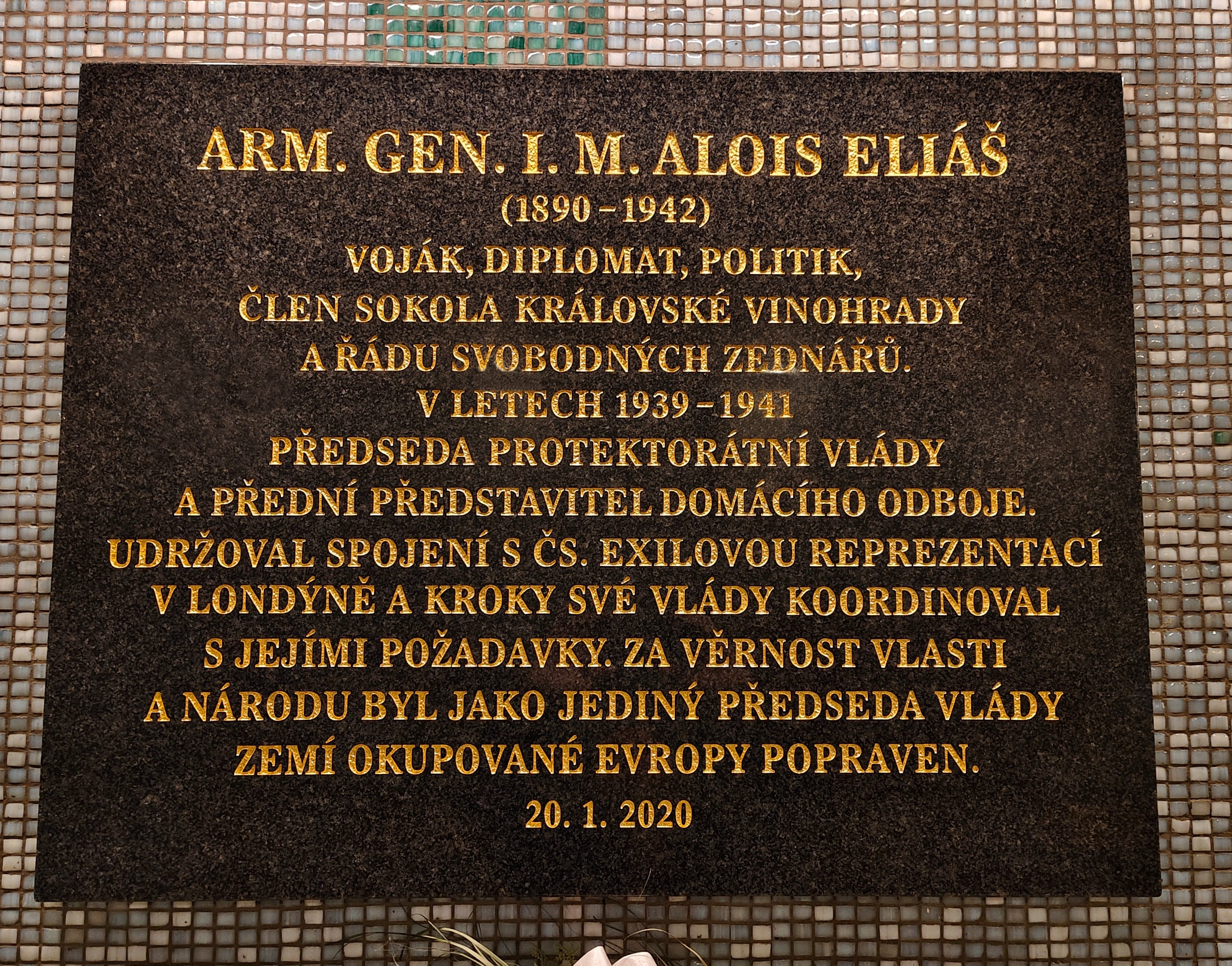
Praha 2 - ve vstupní hale Sokola Královské Vinohrady, Polská 2400/1a
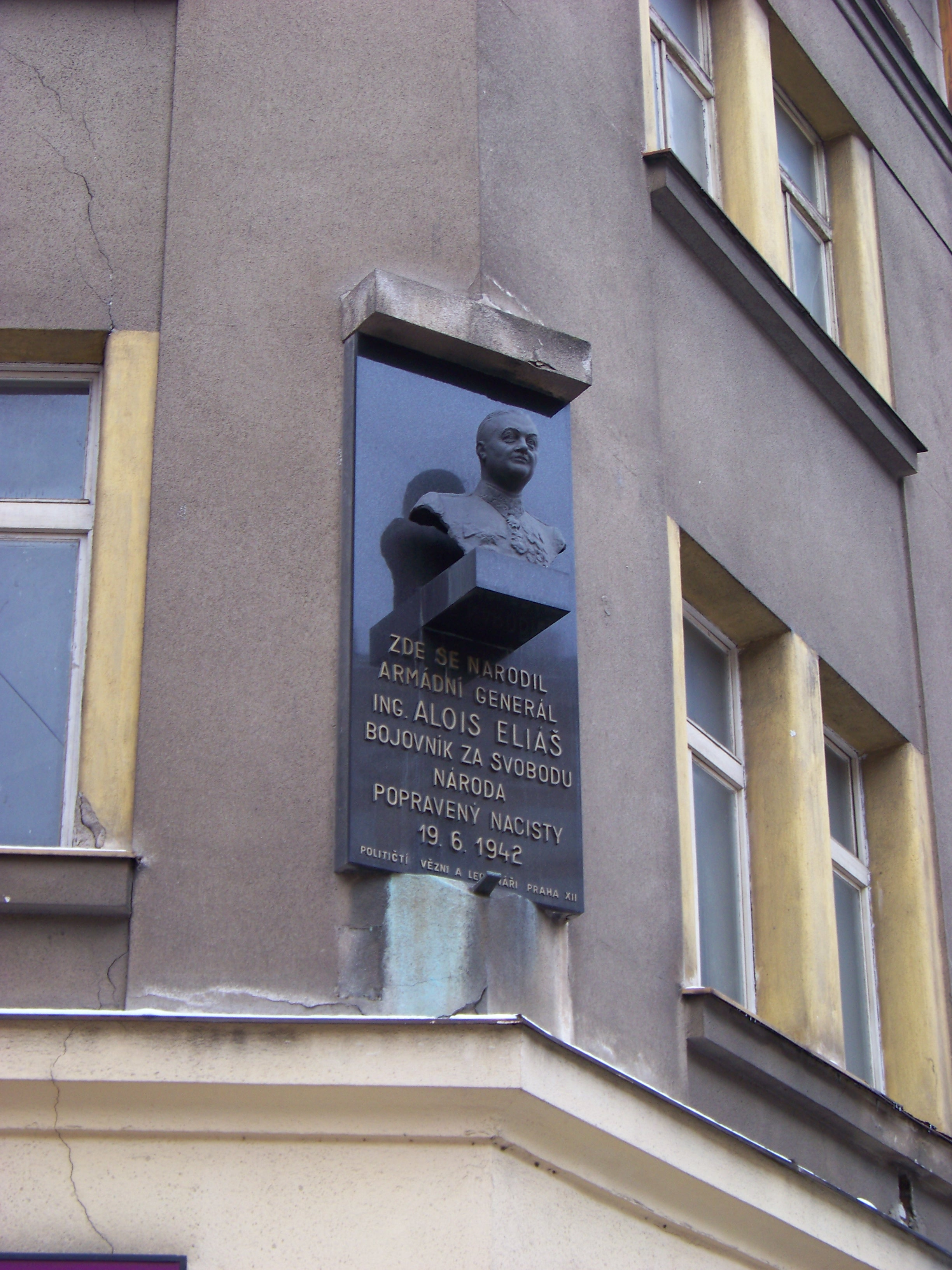
Praha 2 - Francouzská 436/36

## Kulturní odkazy
- Generál Eliáš (1995) - televizní film s Luďkem Munzarem v hlavní roli.

## Vyznamenání
| Válečný kříž                                           | Válečný kříž                                           |
| Československý válečný kříž 1914–1918                  | Československý válečný kříž 1914–1918                  |
| Československá revoluční medaile                       | Československá revoluční medaile                       |
| Medaile vítězství                                      | Československá medaile Vítězství (1919)                |
| Řád čestné legie, IV. třídy – důstojník                | Řád čestné legie, IV. třídy – důstojník                |
| Pamětní medaile na válku 1914-1918                     | Pamětní medaile na válku 1914-1918                     |
| Řád svatého Sávy, III. třídy - komandér                | Řád svatého Sávy, III. třídy - komandér                |
| Řád Polonia Restituta, IV. třídy – důstojník           | Řád znovuzrozeného Polska, IV. třídy – důstojník       |
| Řád rumunské hvězdy, II. třídy - velkodůstojník        | Řád rumunské hvězdy, II. třídy - velkodůstojník        |
| Medaile Za vojenské zásluhy 1917                       | Medaile Za vojenské zásluhy 1917                       |
| Řád svatého Sávy, II. třídy - velkodůstojník           | Řád svatého Sávy, II. třídy - velkodůstojník           |
| Československý válečný kříž 1939                       | Československý válečný kříž 1939                       |
| Vojenský řád bílého lva Za vítězství, Hvězda I. stupně | Vojenský řád bílého lva Za vítězství, Hvězda I. stupně |